# سیارک ۲۵۶۱۵
سیارک ۲۵۶۱۵ (به انگلیسی: 25615 Votroubek، نامگذاری:2000AR31)۲۵۶۱۵مین سیارک کشف شده‌است که در ۰۳ ژانویه ۲۰۰۰ کشف شد.